# Johanne Astrid Poulsen
Johanne Astrid Poulsen  er en dansk trommeslager, der vandt tredje sæson af talentshowet Danmark har talent i 2017.

## Liv og karriere
I 2017 stillede Johanne Astrid op i den 3. sæson af talentshowet Danmark har talent, hvor hun endte med at gå hele vejen til finalen og vinde en præmie på 250.000 kroner. Under konkurrencen optrådte hun med sange fra rockbands som Rage Against the Machine og Led Zeppelin, samt danske bands som Dizzy Mizz Lizzy, D-A-D og Kashmir.